# Berlin Tennis Open 2025
Berlin Tennis Open 2025 — тенісний турнір, що проходив на трав'яних кортах у місті Берлін, Німеччина з 16 до 22 червня. Належав до категорії WTA 500.

## Фінальна частина

### Одиночний розряд
Маркета Вондроушова —  Ван Сіньюй 7–6(12–10), 4–6, 6–2

### Парний розряд
Тереза Михалкова /  Олівія Ніколлз —  Сара Еррані /  Жасмін Паоліні 4−6, 6−2, [10−6]